# Bolko II de Ziębice
Bolko II de Ziębice (Bolko II Ziębicki en polonais) est un prince polonais de la dynastie Piast né vers 1300 ou avant le 30 janvier 1301 et mort le 11 juin 1341. Il règne sur le duché de Ziębice (Münsterberg en allemand) de 1301/1312 à 1341. 

## Biographie
Bolko II est le dernier fils de Bolko Ier le Sévère, duc Jawor,  de Świdnica et de Ziębice, et de son épouse Béatrice, fille de du margrave Othon V de Brandebourg. Il n'est encore qu'un nouveau-né à la mort de son père, en 1301. Avec ses frères aînés Bernard et Henri, il est placé sous la tutelle de leur oncle maternel Hermann Ier de Brandebourg jusqu'en 1305. En 1312, l'aîné de la fratrie, Bernard, est jugé suffisamment âgé pour gouverner et les trois frères reçoivent alors chacun une partie du patrimoine paternel : Bernard obtient Świdnica, Henri Jawor et le château Fürstenstein, et Bolko II Ziębice (obtenu par son père en 1290).

## Mariage et descendance
Bolko II épouse en 1321/1322 Bonne de Savoie (morte le 2 mars ou le 2 mai 1342), renommée en allemand Gutta, une fille peut-être illégitime de Louis II de Vaud et veuve du comte hongrois Máté Csák de Trenczin. Ils ont pour enfants :
- Nicolas le Petit (vers 1322/1327 – 23 avril 1358) ;
- Marguerite (vers 1322/1330 – août après 1368), religieuse à Strzelin.

## Source
- (de) Europaïsche Stammtafeln Vittorio Klostermann, Gmbh, Francfort-sur-le-Main, 2004  (ISBN 3465032926),  Die Herzoge von Schweidnitz und Jauer †1368 und von Münsterberg †1428 des Stammes der Piasten  Volume III Tafel 12.
- (en) & (de) Peter Truhart, Regents of Nations, K. G Saur Münich, 1984-1988  (ISBN 359810491X),  Art. « Münsterberg »  p. 2452.